# Supranationalität
Der Begriff Supranationalität (von lateinisch supra „über“, und natio, „Volk“ bzw. „Staat“), seltener das Synonym Überstaatlichkeit, kennzeichnet eine Ebene über der Nation oder über dem Nationalstaat. Supranationalität ist insbesondere ein Begriff des Völkerrechts und der Politikwissenschaft, genauer der Lehre der internationalen Beziehungen. Sie bedeutet eine Verlagerung rechtlicher Zuständigkeiten von der nationalstaatlichen auf eine höher stehende Ebene, die auch als überstaatliche Organisation bezeichnet wird. Eine solche Ebene oder Organisation kann auch dann verbindliche Beschlüsse fassen, wenn nicht alle Mitglieder zustimmen. Die Alternative zur Kooperation von Staaten in Form supranationaler Organisationen ist das Zusammenwirken von Staaten nach dem Prinzip des Intergouvernementalismus: Es sieht nur eine zwischenstaatliche Kooperation der Regierungen vor, ohne sie inhaltlich und räumlich zu vertiefen und zu institutionalisieren.

## Charakteristika
Der Gedanke supranationaler Entscheidungsprozesse ist nicht neu und findet sich bereits bei Philosophen, Juristen und Staatsmännern des 18. und 19. Jahrhunderts. Dennoch gelten Robert Schuman und Jean Monnet als Väter der supranationalen Integrationstheorie.

### Autonome Rechtsordnung
Der Begriff supranational wurde in Hinsicht auf die Europäischen Gemeinschaften geprägt und gilt seit dem Vertrag von Lissabon auch für die Europäische Union (EU). Von herkömmlichen völkerrechtlichen internationalen (lat. „zwischenstaatlich“) Zusammenschlüssen von Staaten (z. B. WTO oder UNO) unterscheidet sich eine supranationale Organisation durch ihre autonome Rechtsordnung. Trotzdem unterscheiden sich supranationale Organisationen grundlegend von Staaten. Sie haben keine originäre Hoheitsgewalt (Kompetenz-Kompetenz), ihre Kompetenzen beruhen stattdessen auf der Übertragung von Souveränitätsrechten durch die Mitgliedstaaten (sogenannte derivative oder „abgeleitete“ Hoheitsgewalt).

### Vorrang des supranationalen Rechts
Kennzeichnend für supranationale Organisationen ist vor allem die Fähigkeit, Rechtsakte zu erlassen, die unmittelbar Rechtswirkungen für natürliche und juristische Personen in den Mitgliedstaaten entfalten. Dabei kommt den supranationalen Normen nach herrschender Meinung Anwendungsvorrang vor dem nationalen Recht zu. Anders als das Völkerrecht kann das supranationale Recht auch gegen die Mitgliedstaaten, die ihre Vertragspflichten verletzen, gerichtlich sanktioniert und durchgesetzt werden (z. B. durch Klage vor dem Gerichtshof der Europäischen Union). Aufgrund der unmittelbaren Wirkung des supranationalen Rechts kann jede natürliche und juristische Person bei Verletzung des Rechts der supranationalen Organisation Schadensersatz fordern. In der Europäischen Union kann Schadensersatz im Rahmen der Staatshaftung vor allem erlangt werden, wenn Richtlinien nicht oder nicht rechtzeitig umgesetzt wurden und die Richtlinie auch nicht unmittelbar anwendbar ist (keine objektive Anwendbarkeit, Eingriff in Rechte Dritter).
Die Supranationalität der Europäischen Union zeigt sich insbesondere in jenen Bereichen, in denen die Gemeinschaftsmethode angewandt wird, bei denen von den nationalen Regierungen unabhängige Organe wie die Europäische Kommission und das Europäische Parlament wesentliche Rechtsetzungskompetenzen besitzen. Daneben gibt es auch in der EU (eher) intergouvernemental organisierte Bereiche wie die Zusammenarbeit im Europäischen Rat und die Gemeinsame Außen- und Sicherheitspolitik, wo Beschlüsse einstimmig von den Regierungen der Mitgliedstaaten gefasst werden und in der Regel auch nur diese binden. Man spricht hierbei auch vom "Supranationalitätsgefälle".

## Beispiele supranationaler Organisationen
Beispiele für supranationale Organisationen sind die Europäische Gemeinschaft sowie die Europäische Atomgemeinschaft, die Afrikanische Union, die Westafrikanische Wirtschaftsgemeinschaft, der Verband südostasiatischer Nationen, die Karibische Gemeinschaft, die Andengemeinschaft und der Gemeinsame Markt Südamerikas. 
Die erste jemals gegründete Organisation war die Europäische Gemeinschaft für Kohle und Stahl (Montanunion), diese bestand bis 2002, da ihre Existenz vertraglich nur auf 50 Jahre beschränkt war. Die Europäische Gemeinschaft ist durch den Vertrag von Lissabon zum 1. Dezember 2009 in dem Staatenverbund Europäische Union aufgegangen.
Supranationale Organisationen zeichnen sich durch eine ausgeprägte und ausbalancierte Organisationsstruktur sowie durch eine enge rechtliche Bindung zwischen ihren Mitgliedstaaten aus. Integrationssysteme wie NAFTA und DR-CAFTA, die eher auf Verhandlungen und Flexibilität in ihren Vereinbarungen setzen, lehnen das supranationale Integrationsmodell ausdrücklich ab und ziehen das intergouvernementale vor.